# U.S. Route 70
U.S. Route 70 (ou U.S. Highway 70) é uma autoestrada dos Estados Unidos.
Faz a ligação do Oeste para o Este. A U.S. Route 70 foi construída em 1926 e tem 2 385 milhas (3 838 km).

## Principais ligações
Autoestrada 25 em Las Cruces

 US 285 em Roswell

 Autoestrada 35 em Ardmore

 Autoestrada 30 em Little Rock

 Autoestrada 40/Autoestrada 55 em Memphis

 Autoestrada 65 em Nashville

 Autoestrada 95 perto de Raleigh